# Saint-Ellier-du-Maine
Saint-Ellier-du-Maine ist eine französische Gemeinde mit 496 Einwohnern (Stand: 1. Januar 2022) im Département Mayenne in der Region Pays de la Loire. Sie gehört zum Arrondissement Mayenne und zum Kanton Gorron. Die Einwohner werden Saint-Elliénois genannt.

## Geographie
Saint-Ellier-du-Maine liegt etwa 39 Kilometer nordnordwestlich von Laval. Umgeben wird Saint-Ellier-du-Maine von den Nachbargemeinden Pontmain im Norden, Saint-Mars-sur-la-Futaie im Nordosten, Montaudin im Osten und Süden, Larchamp im Süden und Südwesten, Le Loroux im Westen, Landéan im Westen und Nordwesten sowie La Bazouge-du-Désert im Nordwesten.

## Bevölkerungsentwicklung
| Jahr                       | 1962 | 1968 | 1975 | 1982 | 1990 | 1999 | 2006 | 2019 |
| Einwohner                  | 669  | 630  | 549  | 536  | 529  | 465  | 515  | 494  |
| Quellen: Cassini und INSEE |      |      |      |      |      |      |      |      |

## Sehenswürdigkeiten
- Kirche Saint-Ellier aus dem 11. Jahrhundert
- Schloss La Pihoraye aus dem 17. Jahrhundert

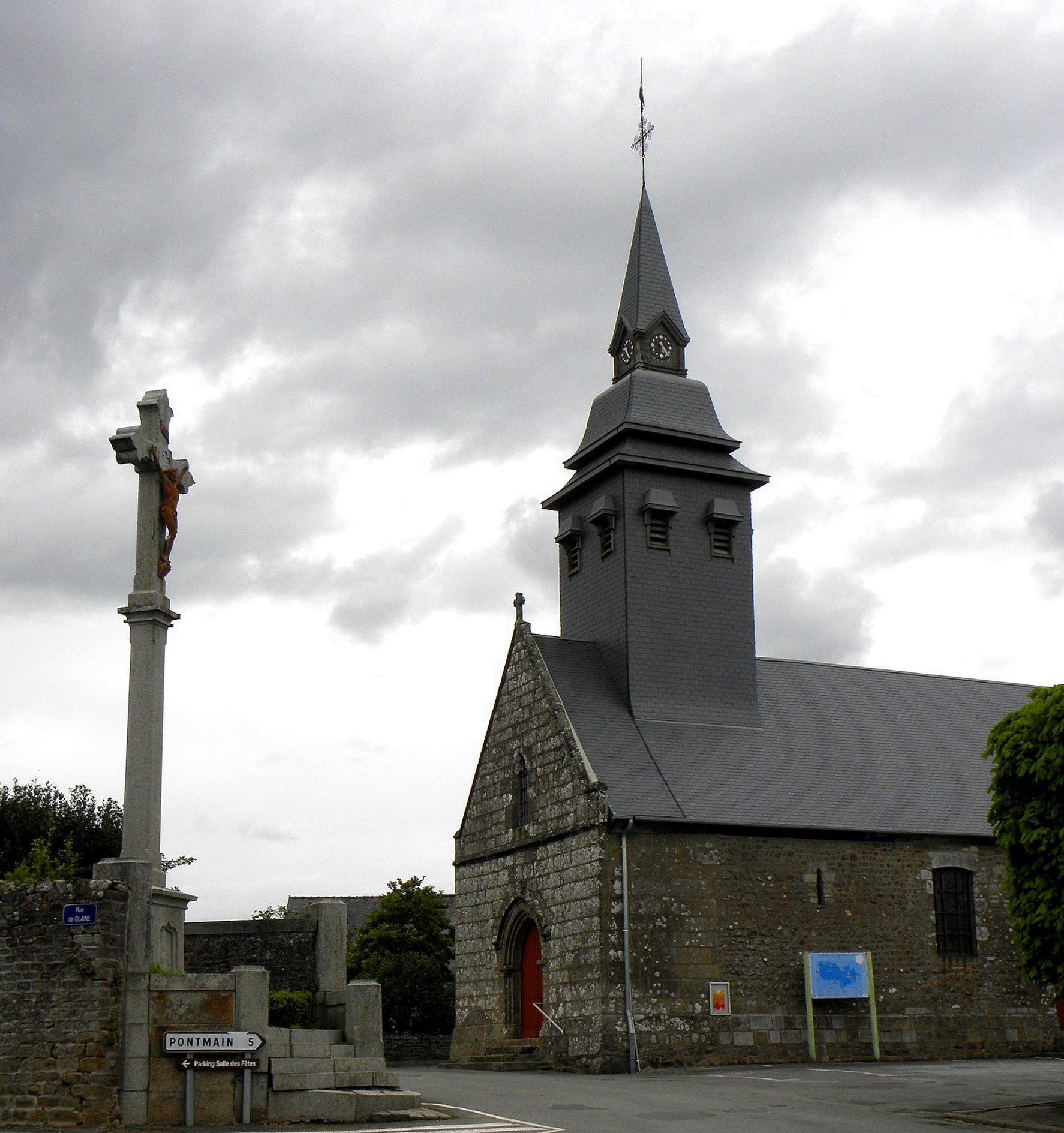
Kirche Saint-Ellier